# Grand Commandement blanc

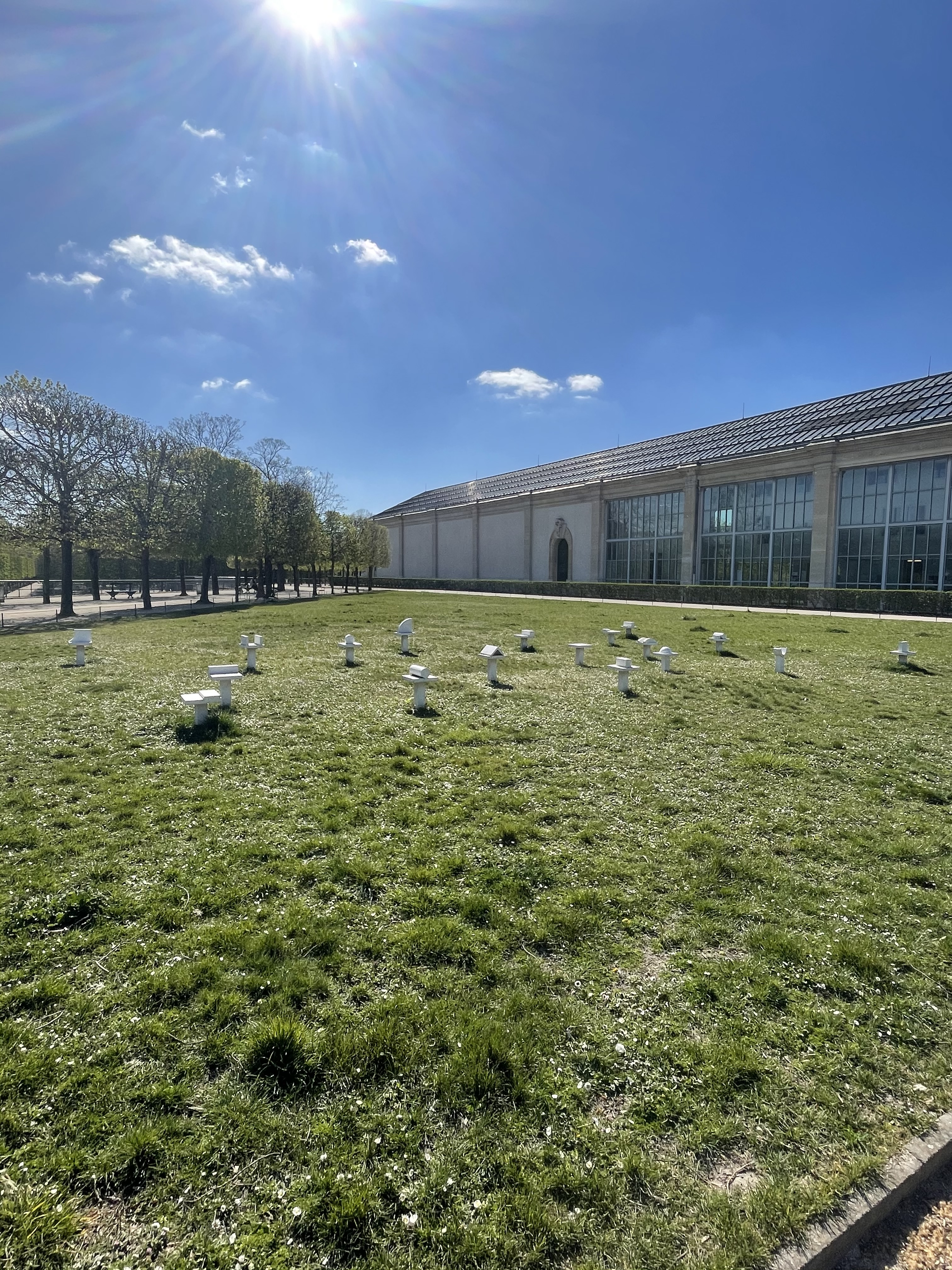
Vue de l'Œuvre devant le Musée de l'Orangerie

Grand Commandement blanc est une œuvre du sculpteur français Alain Kirili située à Paris, en France. Créée en 1986, elle est installée en 2000 dans les jardins des Tuileries. Il s'agit d'une installation d'un ensemble de petites sculpture géométriques blanches.

## Description
L'œuvre prend la forme d'un ensemble de sculptures de petite taille, en acier peint en blanc. Chaque sculpture représente une forme géométrique reposant sur un petit pilier cylindrique.

## Localisation
L'œuvre est installée dans les jardins des Tuileries, sur un parterre jouxtant le musée de l'Orangerie.

## Historique
Grand Commandement blanc est une œuvre de Alain Kirili et est créée entre 1985. Commande publique de l'État français, elle est installée en 2000 dans les jardins des Tuileries.

## Artiste
Alain Kirili (né en 1946) est un sculpteur français.